# مائوریسیو تاریکو
مائوریسیو تاریکو (انگلیسی: Mauricio Taricco؛ زادهٔ ۱۰ مارس ۱۹۷۳) بازیکن فوتبال اهل آرژانتین است.
از باشگاه‌هایی که در آن بازی کرده‌است می‌توان به باشگاه فوتبال وستهام یونایتد، باشگاه فوتبال تاتنهام هاتسپر، باشگاه فوتبال ایپسویچ تاون، باشگاه فوتبال برایتون اند هوو آلبیون، باشگاه فوتبال رئال بتیس، و باشگاه فوتبال آرژانتینوس جونیورز اشاره کرد.